# Ернст Рейтер

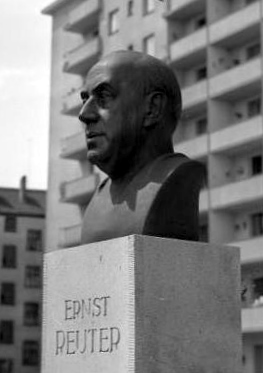

Ернст Рудольф Йоганнес Рейтер (нім. Ernst Rudolf Johannes Reuter; 29 липня 1889, Апенраде, провінція Шлезвіг-Гольштейн (Північний Шлезвіг), нині Данія — 29 вересня 1953, Західний Берлін) — німецький політик, соціал-демократ і вчений-урбаніст; бургомістр Магдебурга (1931–1933) і правлячий бургомістр Берліна (1948–1953); в 1918 році в Радянській Росії — комісар у справах німців Поволжя.

## Біографія
Батько Ернста Рейтера був морським капітаном і директором навігаційної школи. Починаючи з 1907 року Ернст Рейтер навчався в університетах Марбурга, Мюнхена і Мюнстера, де вивчав германістику, історію, географію, філософію і економіку. Державний іспит на звання вчителя він здав в 1912 році в університеті Марбурга. В 1912 році Рейтер вступив в Соціал-демократичну партію Німеччини.
У Першу світову війну Ернст Рейтер був тяжко поранений і потрапив у російський полон. Тут він був активістом у справах колишніх полонених німецьких солдатів, на деякий час приєднався до більшовиків. У квітні 1918 року Ленін, Сталін та інші більшовицькі вожді направили його у Поволжя з метою організації місцевої адміністрації поволзьких німців, лояльних до нової влади. Однією із заслуг комісара Рейтера було скликання 30 червня 1918 року першого в історії З'їзду Рад депутатів німецьких колоній Поволжя. Після 2-го з'їзду Ради німецьких депутатів (20 жовтня 1918 року) він поїхав до Москви, на 6-й Всеросійський з'їзд рад (24 жовтня 1918 року). Після цього він покинув Росію і повернувся в Німеччину, охоплену Листопадовою революцією.
У перші роки Веймарської республіки (1919–1921 роки) Рейтер став одним з провідних політиків Комуністичної партії Німеччини, носив партійне прізвисько «Фрісланд» і був головою партійного округу Берлін-Бранденбург. В якості представника лівого крила партії він виступав проти участі комуністів у загальнонаціональному страйку на знак протесту проти Каппського заколоту і за збройне повстання в березні 1921 року. Незважаючи на те, що з цих питань він перебував в опозиції до голови Пауля Леві, Рейтер грав у партії вагому роль.
Розчарувавшись у комунізмі радянського зразка, Рейтер вийшов з Комуністичної партії і деякий час перебував у Незалежнії соціал-демократичнії партії Німеччини, а потім повернувся в СДПН. У 1926 році Рейтер став членом берлінського магістрату, де відповідав за транспорт. На цій посаді він вперше ввів єдиний квиток для проїзду на різних видах громадського транспорту в німецькій столиці. Рейтер сприяв розвитку берлінського метрополітену, ще тоді передбачаючи наслідки зростання кількості приватного автотранспорту в Берліні.
У 1931–1933 роках обіймав посаду обер-бургомістра Магдебургу. В часи Великої депресії Рейтер боровся з безробіттям і браком житла, що охопили місто. В 1932 році Рейтер став депутатом рейхстагу, в останній раз обраного в результаті демократичних виборів.
Після захоплення влади націонал-соціалістами в 1933 році був зміщений з усіх посад і двічі інтернований в концентраційний табір Ліхтенберг поблизу Торгау — спочатку в загальну камеру, а потім у камеру-одиночку. У таборі зазнав фізичних і психічних тортур з боку охорони СС, втратив здоров'я. Був звільнений під міжнародним тиском, організованим англійськими квакерами. Втік з Німеччини до Англії, а потім перебрався до Туреччини, де за рекомендацією економіста Фріца Бааде, Рейтер отримав місце радника міністерства економіки. В Анкарі він отримав звання професора містобудування.
По закінченні Другої світової війни Рейтер повернувся в Німеччину і взяв участь у місцевих виборах 1946 року в Берліні й згодом знову очолив відділ транспорту. В 1947 році Рейтера обрали обер-бургомістром Берліну. Радянський Союз відмовився визнати за ним цей пост. На посаді обер-бургомістра Берліна залишалася Луїза Шредер (в.о.).
Під час блокади Західного Берліну в 1948–1949 роках Рейтер став справжнім символом і прикладом стійкості міста проти радянської блокади. В сучасну історію Німеччини увійшла промова Ернста Рейтера на руїнах Рейхстагу 9 вересня 1948 року, в якій він порівняв радянську однопартійну систему з гітлерівським режимом і закликав світову спільноту не допустити падіння Західного Берліна і яка починалася словами: «Народи світу! Погляньте на це місто!». 
Рейтер став другим (після Конрада Аденауера) післявоєнним німецьким політиком, який потрапив на обкладинку журналу «Тайм».

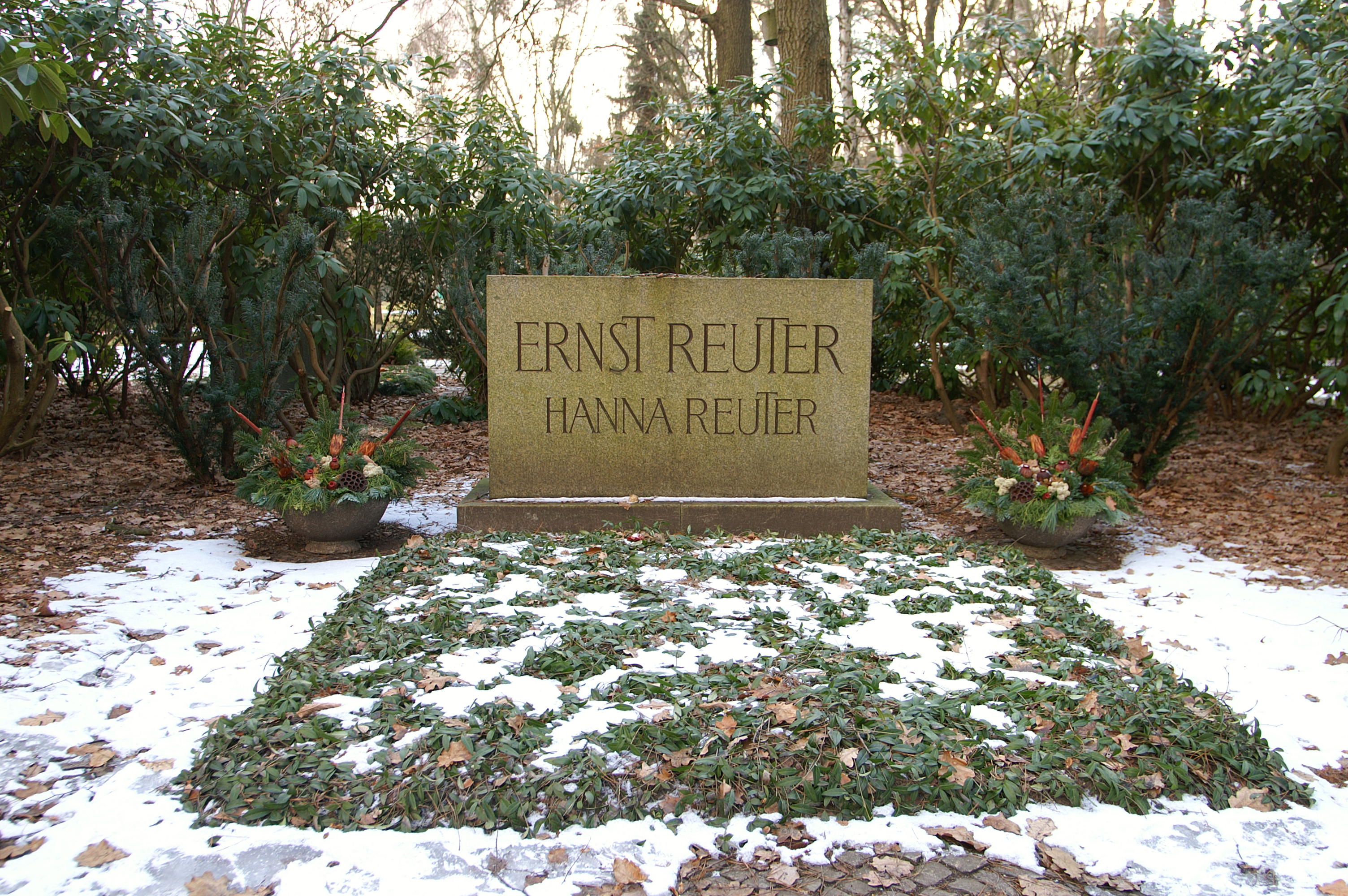
Могила Ернста Рейтера на Целендорфському лісовому кладовищі в Ніколасзі

Популярність Рейтера знайшла своє відображення в перемозі СДПН з рекордними 64,5 % на виборах депутатів міських зборів 1948 року, що відбулися в трьох західних секторах міста. В статусі керівного бургомістра Західного Берліна Ернст Рейтер підписав маніфест, що заснував Вільний університет Берліна, і став першим головою опікунської ради. У 1949 році Рейтер отримав звання почесного доктора цього університету. В 1951 році після вступу в силу нової конституції Західного Берліну Рейтер був знову обраний керівним бургомістром. 17 квітня 1953 року Рейтер заснував Фонд бургомістра Рейтера, що поставив своєю метою підтримку жителів НДР, які втекли в Західний Берлін.
Рейтер різко розкритикував придушення заворушень у НДР, що відбулися в серпні 1953 року. Через кілька тижнів після цих подій Рейтер помер у віці 64 років від наслідків грипу. Після публікації інформації про смерть бургомістра багато берлінців в пам'ять про Ернста Рейтера не змовляючись поставили у вікнах запалені свічки. Ернст Рейтер похований на Целендорфському лісовому кладовищі в Ніколасзі. Проводи політика зібрали понад мільйон берлінців.
На честь Ернста Рейтера названо площу (Ернст-Рейтер-плац) в берлінському районі Шарлоттенбург і однойменна станція метрополітену, поруч з якою знаходиться Берлінський технічний університет. У 1954 році в пам'ять про Ернста Рейтера Сенат Берліну заснував нагороду за особливі заслуги перед Берліном — медаль Ернста Рейтера.

## Публікації
- Ernst Reuter: Rationalisierung der Berliner Verkehrsbedienung.  Verkehrstechnik, 9. Jahrgang, Heft 26 (29. Juni 1928), S. 437-439
- Ernst Reuter: Die Gründung der Berliner Verkehrs-A.-G. Verkehrstechnik, 9. Jahrgang, Heft 50 (14. Dezember 1928), S. 917-919
- Ernst Reuter, Johannes Bousset, Hermann Zangemeister: Denkschrift über das zukünftige Berliner Schnellbahnnetz.  Berlin, Januar 1929

## Фільмографія
- «Ernst Reuter — Ein zerrissenes Leben» [Архівовано 4 березня 2016 у Wayback Machine.] — (док. фільм) реж.: J. Peter, сценарій: Y. Winterberg, Продуцент: PROVOBIS Filmproduktion GmbH, трив.: 45:00 хв. // Критика: Ins Gedächnis zurückgerufen. — Сайт «Funkkorrespondenz»[недоступне посилання з Ноябрь 2018]